# Большая мечеть в Самарре
Большая мечеть в Самарре — мечеть в городе Самарра, бывшей столице халифата Аббасидов, которые и выстроили это огромное сооружение в 849—852 годах. На тот момент это была самая крупная постройка исламского мира.
Мечеть начали строить в 848 году и завершили в 852 году при аббасидском халифе Аль-Мутаваккиле. Эта мечеть долгое время была самой большой в мире, высота её минарета под названием аль-Малвия составляет 52 метра, а ширина в основании 33 метра.
Мечеть состоит из 17 рядов, а стены украшены мозаиками из тёмно-синего стекла. Лепнина и резьба внутри мечети исполнена в цветовых и геометрических конструкциях того времени.
Мечеть Ибн-Тулуна в Каире (середина IX века) строилась по образцу Большой мечети в Самарре.
Комплекс Большой мечети находится под охраной ЮНЕСКО в числе других древностей Самарры, в совокупности образующих памятник Всемирного наследия.